# Kampfgeschwader 51
Kampfgeschwader 51 Edelweiss foi uma unidade aérea da Luftwaffe que prestou serviço durante a Segunda Guerra Mundial. Começou a ser formada em Maio de 1939, operando aeronaves Dornier Do 17, Heinkel He 111 e Junkers Ju 88. A alcunha da unidade vem de uma flor da Áustria chamada Edelweiss.

## Comandantes
- Oberst Dr. Johann-Volkmar Fisser, 1 de maio de 1939 - 26 de março de 1940
- Oberst Josef Kammhuber, 26 de março de 1940 - 3 de junho de 1940
- Oberst Dr. Johann-Volkmar Fisser, 3 de junho de 1940 - 12 de agosto de 1940
- Major Hans Bruno Schulz-Heyn, 12 de agosto de 1940 - 1 de setembro de 1941
- Oberst Paul Koester, 1 de setembro de 1941 - 4 de julho de 1942
- Major Wilhelm von Friedeburg, 4 de julho de 1942 - 1 de dezembro de 1942
- Oberst Heinrich Conrady, 1 de dezembro de 1942 - 8 de janeiro de 1943
- Maior Egbert von Frankenberg und Proschlitz, 8 de janeiro de 1943 - 9 de maio de 1943
- Maior Hanns Heise, 9 de maio de 1943 - 25 de fevereiro de 1944
- Oberstleutnant Wolf Dietrich Meister, 25 de fevereiro de 1944 - 5 de dezembro de 1944
- Maior Wolfgang Schenck, 5 de dezembro de 1944 - 1 de fevereiro de 1945
- Oberstleutnant Rudolf Hallensleben, 1 de fevereiro de 1945 - 19 de abril 1945
- Oberstleutnant Siegfried Barth, 19 de abril de 1945